# 염거
염거(廉居, ?~844년)는 신라 후기의 선승(禪僧)이다. 염거(廉巨)라고도 하며, 가지산파(迦智山派)의 2대 조사(祖師)이다. 도의(道義)의 제자로서, 도의가 진전사(陳田寺)에서 입적할 때 의발을 전수받았다.
주로 설악산 억성사(億聖寺)에 머무르면서 선법을 펴는 데 힘썼고, 사교(邪敎)를 배척하였다. 항상 일심(一心)을 닦고 밝혀서 삼계(三界)의 고통으로부터 벗어나야 함을 강조하였다. 선(禪)에 대한 이해가 거의 없었던 시대에 오직 일념무주(一念無住)만을 의지하고 지내다가, 체징(體澄)에게 법맥을 전하여 가지산파를 대성시킬 수 있는 기반을 마련한 뒤 입적하였다.
승탑은 원래 원주시 지정면 안창리 흥법사지(興法寺址)에 있었다가, 국보 제104호로 지정되어 국립중앙박물관에 있으며, 이전에 발견된 지판(誌版)도 국립중앙박물관에 있다.

## 같이 보기
- 전 흥법사지 염거화상탑 - 국보 제104호